# 五刺栗壳蟹
五刺栗壳蟹（学名：Arcania quinquespinosa）为玉蟹科栗壳蟹属的动物。分布于日本、印度尼西亚、印度、斯里兰卡、拉克代夫、伊朗、波斯湾、红海、台湾岛以及中国大陆的广东、海南岛等地，生活环境为海水，主要栖息于水深约68-108米的泥沙底上。其生存的海拔范围为-108至-68米。